# Linia kolejowa Piza – Roma
Linia kolejowa Piza–Livorno–Rzym – jedna z magistrali kolejowych włoskiej sieci kolejowej. Łączy południe, północ i zachód Włoch, wzdłuż wybrzeża Morza Tyrreńskiego. Biegnie przez regiony: Toskania i Lacjum, przez prowincje Piza, Livorno, Grosseto, Viterbo i Rzym. Linia jest dwutorowa i jest w pełni zelektryfikowana napięciem 3000 V prądu stałego. Ruch pasażerski jest zarządzany przez Trenitalia.